# Carles Puigdemont
Puigdemont i Casamajó est un nom catalan. Le premier nom de famille, paternel, est Puigdemont ; le second, maternel, souvent omis, est Casamajó ; les deux sont fréquemment liés par la conjonction « i ».
Cet article possède un paronyme, voir Casamajor.
Carles Puigdemont i Casamajó ([ˈkarɫəs pudʒðəˈmon i kazəməˈʒo] ), né le 29 décembre 1962 à Amer, est un journaliste et homme politique espagnol, comptant parmi les dirigeants du mouvement indépendantiste catalan, membre d'Ensemble pour la Catalogne (Junts) et ancien président de la généralité de Catalogne.
Après une carrière de journaliste et un parcours militant au sein de la Jeunesse nationaliste de Catalogne (JNC) puis de la Convergence démocratique de Catalogne (CDC), il est élu en 2006 député au Parlement de Catalogne. En 2011, il remporte la majorité relative au conseil municipal de Gérone, dont il devient maire. Il est confirmé à ce poste en 2015.
En janvier 2016, il est élu président de la généralité de Catalogne par le Parlement après un accord in extremis entre la coalition indépendantiste Ensemble pour le oui (JxSí), dont fait partie la CDC, et la Candidature d'unité populaire (CUP). À ce poste, il organise le 1er octobre 2017 un référendum d'indépendance jugé illégal et déclaré interdit par la justice espagnole. Il est destitué trois semaines plus tard par le gouvernement espagnol sur le fondement de l'article 155 de la Constitution.
Il s'installe peu après en Belgique et fait l'objet de plusieurs mandats d'arrêt émis par la justice espagnole. Il se présente aux élections régionales de décembre 2017 mais ne peut retrouver la présidence de la Catalogne du fait de son absence du territoire national. Il est élu en 2019 député européen mais doit attendre janvier 2020 pour pouvoir siéger d'un fait d'un imbroglio administratif. Peu après, il prend la présidence du parti Ensemble pour la Catalogne, qu'il contribue à fonder.
Retiré de la présidence de Junts en 2022, il se présente de nouveau comme chef de file lors des élections régionales de 2024 mais se voit devancé par le Parti socialiste de Salvador Illa, qui accède à la présidence de la communauté autonome. Le jour du débat d'investiture, Carles Puigdemont fait une apparition à Barcelone mais parvient à s'enfuir et rallier la Belgique sans être interpellé. Il retrouve ensuite la présidence de Junts.

## Jeunesse et vie de famille

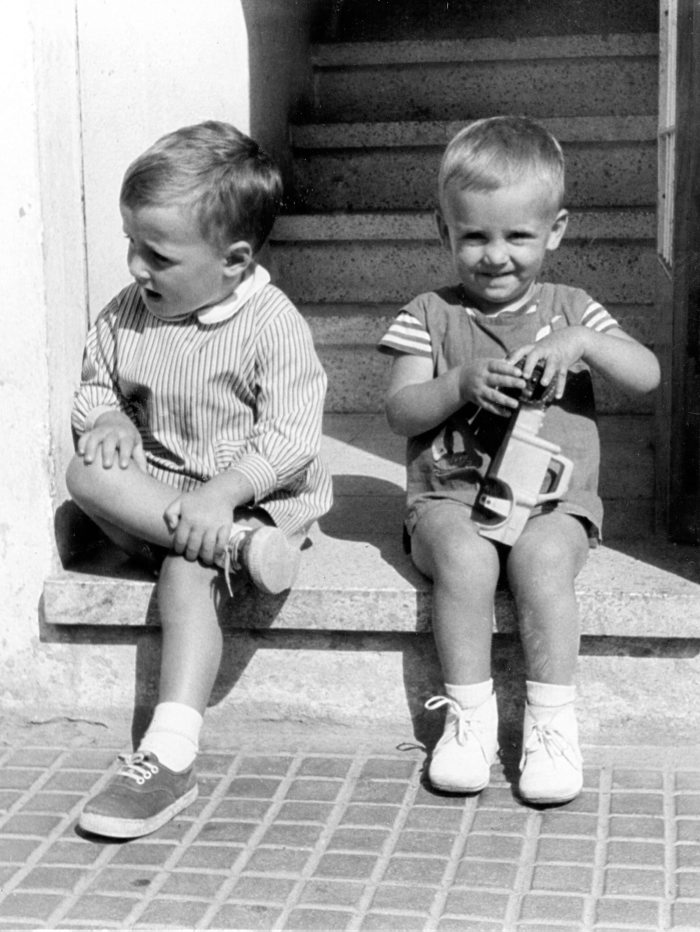
Carles Puigdemont (droite) et son frère, enfants, assis sur des marches.

Carles Puigdemont i Casamajó est né à Can Crous, maison située au no 6 de la rue Sant Miquel à Amer, dans la province de Gérone. Fils de Xavier Puigdemont et de Núria Casamajó, il est le deuxième de huit enfants d'une famille de tradition pâtissière. Il est marié à la journaliste roumaine Marcela Topor, avec qui il a deux filles,. Il annonce le 29 avril 2024 la mort de sa mère à Gérone
Victime d'un accident de la route en 1983, il porte une frange sur le front afin de dissimuler ses cicatrices. Il partage ce point commun avec Mariano Rajoy, dont la barbe cache également les conséquences d'un accident de la circulation.

## Débuts en politique et dans le journalisme
En 1981, il participe à la refondation de la Jeunesse nationaliste de Catalogne, au sein de la Convergence démocratique de Catalogne.
Il entame des études de philologie catalane à l'université de Gérone mais les quitte pour se consacrer à l'activité journalistique, l'amenant à collaborer avec divers médias locaux. Il débute comme correspondant local de son village natal pour le journal Los Sitios et finit par devenir rédacteur en chef du journal El Punt, après y avoir débuté en 1982 comme simple correcteur.
Il quitte le journal en 1993 pour s'accorder une année sabbatique et voyager à travers l'Europe pour une série de reportages qui seront publiés dans la revue Presència. Il publie en 1994 un ouvrage intitulé « Cata… què? » (« Cata... quoi ? ») présentant le point de vue sur la Catalogne par la presse internationale, une thématique sur laquelle il continue à écrire dans cette même revue.
Convaincu de l'intérêt de l'internet, il lance durant les années 1990 divers projets de communication par ce moyen pour la députation de la province de Gérone et d'autres institutions ou collectivités locales. Il finit par proposer à la généralité de Catalogne de créer une véritable agence d'information catalane et devient donc, de 1999 à 2002, le premier directeur de l’Agència Catalana de Notícies (ACN, Agence catalane d'information) . Il devient également directeur de la revue anglophone Catalonia Today, qui contribuera a sa notoriété.
Il publie également plusieurs essais sur la communication et les nouvelles technologies tout en continuant à collaborer à divers médias.
Il fonde en mars 2006, avec le journaliste Saül Gordillo, l'entreprise Doble Utopia, qui à travers sa filiale Poliblocs, fait la promotion de la première édition de la catalosphère (la blogosphère catalane).
Il est membre du Collège des journalistes de Catalogne.

## Ascension politique
Militant dans le mouvement pour l'Appel à la solidarité pour la défense de la langue, la culture et la nation catalanes, il adhère également à la Jeunesse nationaliste de Catalogne, l'organisation des jeunes du parti Convergence démocratique de Catalogne (CDC) qu'il va contribuer à implanter dans les comarques gironines avec Pere Casals, également futur député du Parlement de Catalogne.
Adhérent de CDC par la suite, il est directeur de la Maison de la Culture de Gérone entre 2002 à 2004, alors que la mairie est tenu par les socialistes. Il est élu député pour la première fois au Parlement de Catalogne en 2006, sur la liste de la coalition Convergence et Union (CiU), à laquelle appartient CDC.

## Maire de Gérone

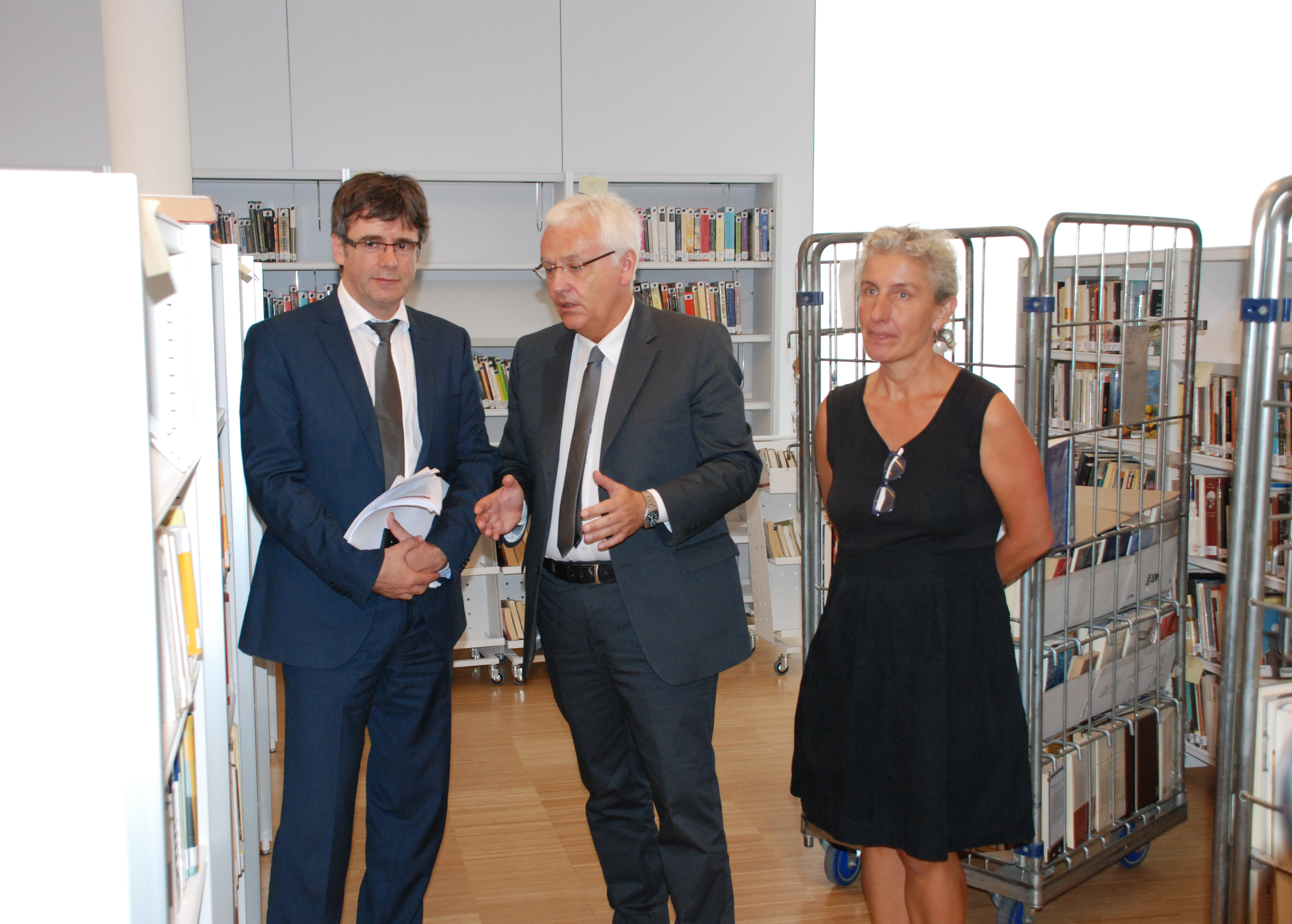
Carles Puigdemont accueille le conseiller à la Culture de la Généralité Ferran Mascarell à la nouvelle bibliothèque publique de Gérone.

Il est investi le 19 juin 2006 candidat à la mairie de Gérone de manière inattendue, après que l'avocat Carles Mascort a renoncé pour avoir reçu des menaces de mort. Alors qu'à cette époque, il ne fait plus partie de la CDC, il affirme que « [son] projet est de s'ouvrir vers d'autres secteurs sociaux de la ville, qui ne votent pas actuellement pour CiU ». Lors du scrutin en mai 2007, il réalise un score de 22,9 % et six conseillers municipaux sur 25. Il siège alors dans l'opposition à Anna Pagans, maire sans étiquette soutenue par les socialistes.
Réélu député en 2010, il est confirmé comme tête de liste municipale de son parti en 2011. Le 1er juillet, Carles Puigdemont est investi maire de Gérone avec les seules dix voix de CiU, chaque groupe politique ayant voté pour sa tête de liste. À 48 ans, il met fin à 32 ans de pouvoir du Parti des socialistes de Catalogne (PSC). Il est une nouvelle fois réélu parlementaire de Catalogne en 2012.
Considéré comme indépendantiste depuis la fin des années 1970, il est attaqué par l'avocat de l'État en 2012 pour avoir utilisé de l'argent public pour affréter des trains spéciaux de la Renfe dans le cadre de la manifestation « Catalunya, nou estat d'Europa ». En 2015, il fait l'objet d'une enquête de l'Audience nationale pour le soutien de la mairie de Gérone à la résolution du Parlement de Catalogne sur le lancement du processus d'indépendance. La même année, la Candidature d'unité populaire (CUP), qui critique spécialement le modèle touristique de la ville, conteste l'embauche de personnes de confiance par la municipalité de Gérone.
Il est reconduit dans ses responsabilités municipales après les élections de mai 2015, ne bénéficiant encore une fois que de l'appui des dix élus de CiU, les autres groupes ayant encore une fois voté chacun pour leur tête de liste. Au mois de juillet, il succède à Josep Maria Vila d'Abadal i Serra comme président de l'Association de communes pour l'indépendance (AMI). Le 27 septembre de la même année, il est réélu député au Parlement, cette fois-ci comme candidat de la coalition indépendantiste Ensemble pour le oui.

## Président de la généralité de Catalogne

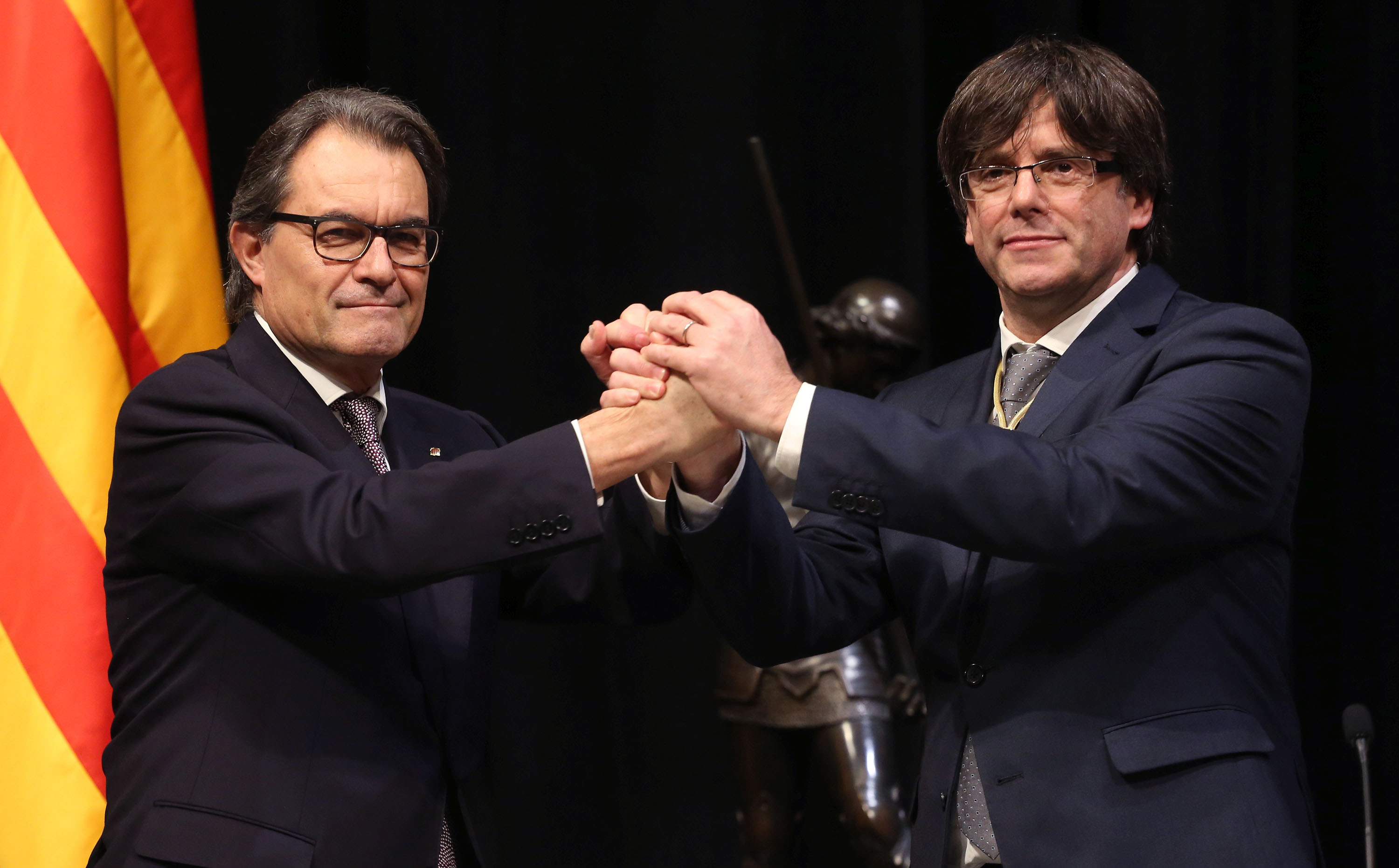
Carles Puigdemont et Artur Mas lors de la passation de pouvoirs.

### Défenseur de l'indépendance successeur d'Artur Mas

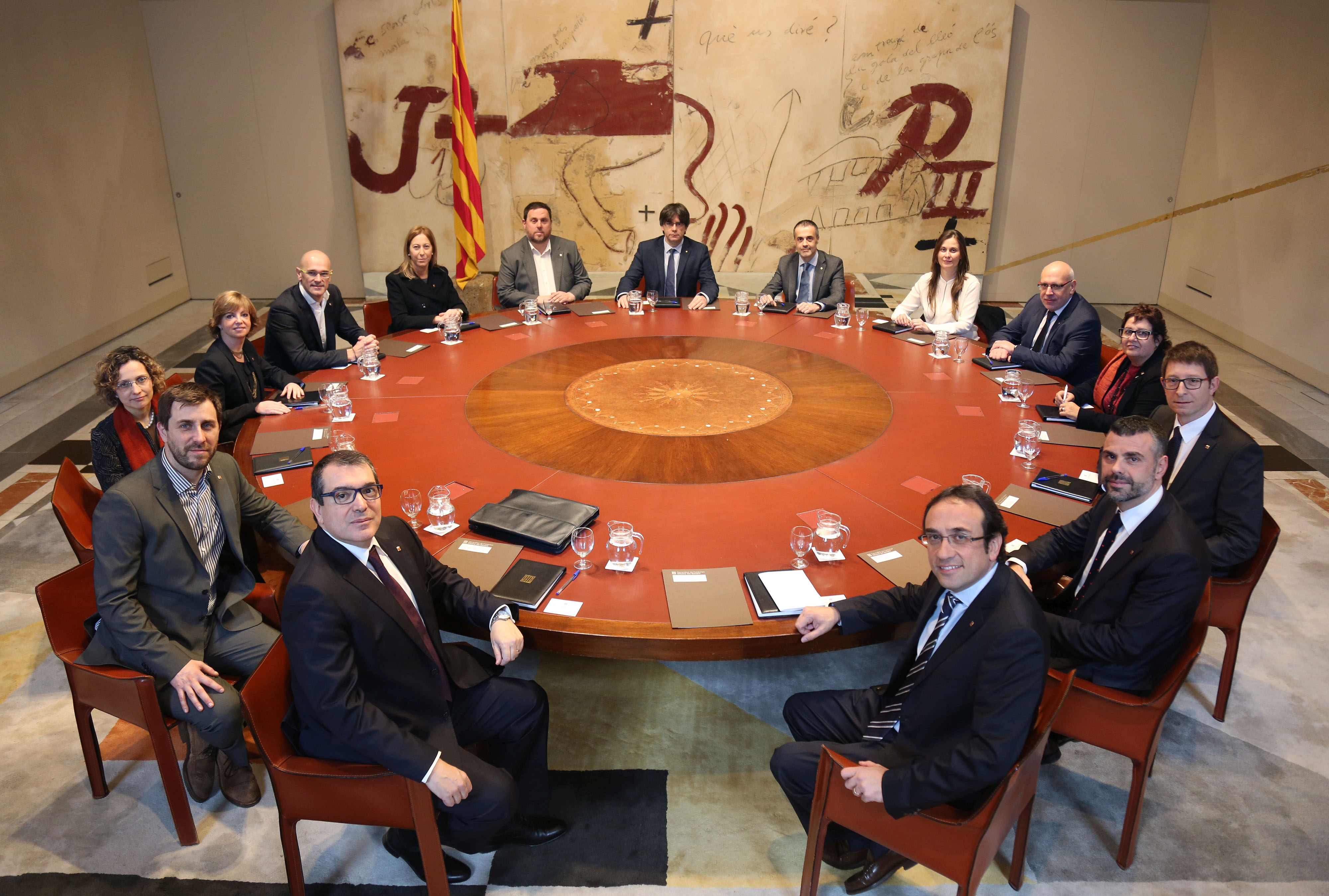
Le gouvernement catalan lors de sa première réunion le 14 janvier 2016.

Artur Mas, président sortant de Catalogne, sera mis en cause en 2017 dans plusieurs affaires judiciaires, dont des détournements de fonds,. Le 9 janvier 2016, dans le cadre d'un accord avec la CUP, Carles Puigdemont est désigné par CDC candidat à la présidence de la généralité de Catalogne après le retrait d'Artur Mas. Profondément indépendantiste, il assume pleinement la feuille de route indépendantiste précédemment exposée par Mas, à savoir proclamer l'indépendance dans 18 mois en suivant les termes de la déclaration parlementaire. Affirmant « qu'il n'est plus temps d'être lâches », il se présente comme « le premier président de la post-autonomie et de la pré-indépendance ».
Il est investi lors de la session parlementaire du 10 janvier avec 70 voix en sa faveur, 63 contre et deux abstentions.
Officiellement nommé par décret royal le 12 janvier, il prête aussitôt serment en présence du ministre de l'Intérieur Jorge Fernández Díaz et de la maire de Barcelone Ada Colau, mais jure fidélité « à la volonté du peuple de Catalogne représentée par le Parlement », omettant sciemment de faire référence au monarque et à la Constitution dans le texte qu'il déclame, en contradiction avec la formule officiellement imposée par un décret de 1977.
Il nomme son gouvernement deux jours plus tard. Le nouvel exécutif compte 13 conseillers dont cinq femmes et quatre sortants, tous répartis en trois grands domaines d'action supervisés par le vice-président Oriol Junqueras, la conseillère à la Présidence Neus Munté, et le conseiller aux Affaires extérieures Raül Romeva.

### Convocation du référendum d'indépendance
Le 9 juin 2017, son gouvernement, conjointement avec les députés indépendantistes, annonce la date et la question du référendum d’indépendance dans une allocution solennelle faite à la cour des Orangers du palais de la généralité de Catalogne. La question est : 
Cette question sera posée dans les trois langues officielles de la Catalogne, à savoir le catalan, l'espagnol et l'occitan. La date fixée est le 1er octobre.
Son gouvernement connaît une crise en juillet suivant, lorsque plusieurs conseillers issus du PDeCAT (successeur de la CDC) émettent des doutes sur l'organisation unilatérale du scrutin, affichant leurs craintes concernant les suites judiciaires et financières possibles, ce qui conduit Junqueras à réclamer un remaniement — dont les contours ont été négociés directement avec Artur Mas, président du PDeCAT, et sans concertation avec Puigdemont — et que chaque membre de l'exécutif assume politiquement et juridiquement la tenue du référendum. Il annonce donc le 14 juillet qu'il relève Neus Munté, la conseillère à l'Enseignement Meritxell Ruiz, le conseiller à l'Intérieur Jordi Jané et le secrétaire du gouvernement Joan Vidal de leurs fonctions, tandis qu'Oriol Junqueras fait savoir que la vice-présidence assume désormais la compétence en matière de processus électoraux au détriment du département de la Gouvernance. Entrent au gouvernement deux personnalités de poids : le président du groupe parlementaire Ensemble pour le oui Jordi Turull, qui succède à Munté, et l'ancien premier adjoint de la mairie de Barcelone Joaquim Forn, qui succède à Jané.
Après une session parlementaire houleuse, la majorité adopte le 6 septembre la loi sur la tenue du référendum d’indépendance. Le 7 septembre, elle est suspendue par le Tribunal constitutionnel espagnol qui met également en garde les maires des 968 communes de Catalogne pour les dissuader d'organiser le scrutin. Le Parlement adopte le même jour et avec la même majorité (71 voix sur 135) la loi de transition (Ley de transitoriedad jurídica y fundacional de la República) qui prévoit l'organisation institutionnelle de la Catalogne si le « oui » l'emporte.
Le 8 septembre, le ministère public supérieur en Catalogne porte plainte contre les membres du gouvernement et les membres du bureau du Parlement présidé par Carme Forcadell devant le tribunal supérieur de justice de Catalogne (TSJC) pour motifs de prévarication et de désobéissance ainsi que de détournement de capitaux publics. Le procureur général de l'État annonce envisager son incarcération.

### Proclamation puis suspension de l'indépendance

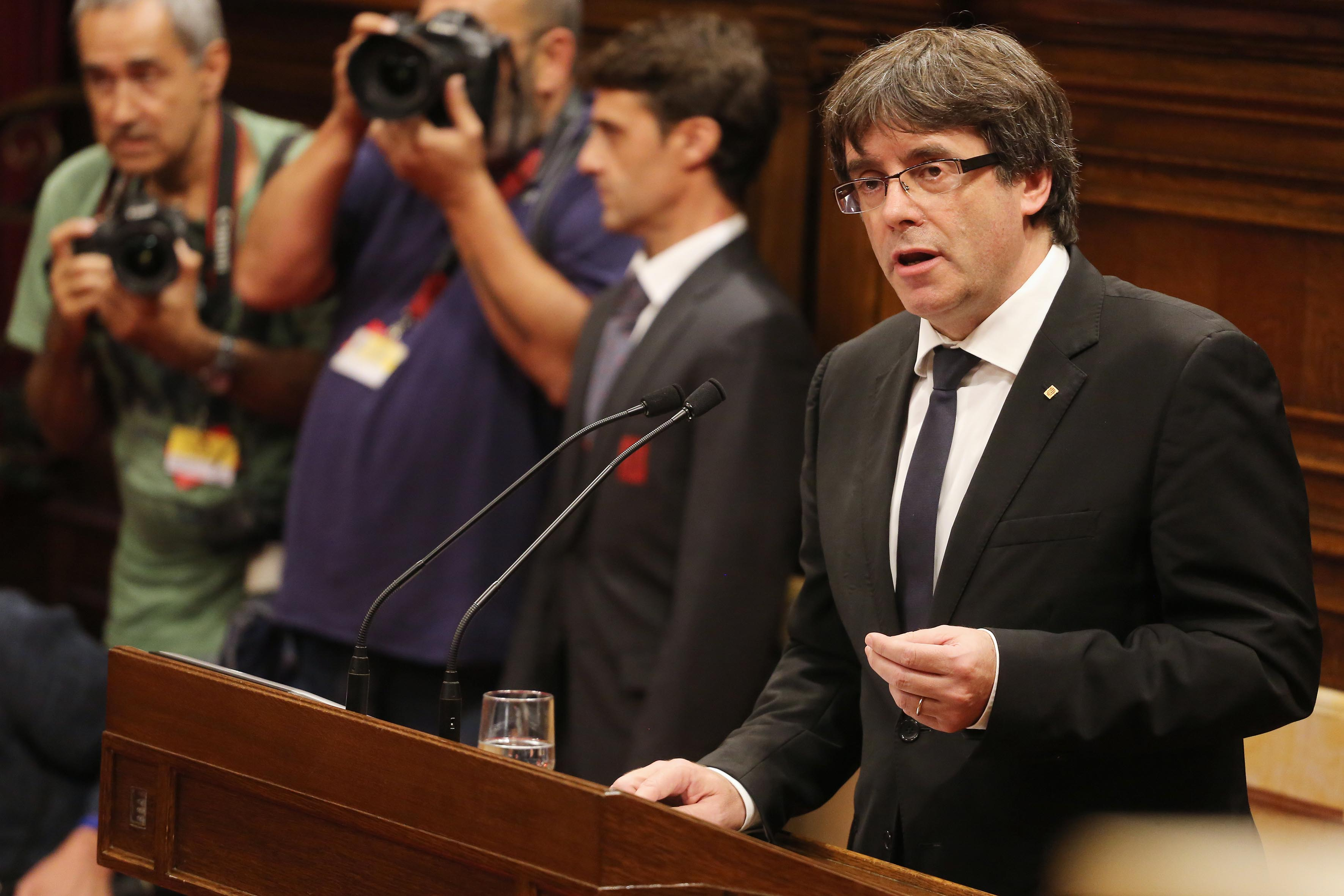
Carles Puigdemont intervient le 10 octobre 2017 devant le Parlement pour réagir au résultat du référendum d'indépendance.

Le gouvernement transmet au Parlement le 6 octobre 2017 les résultats officiels du scrutin référendaire, se substituant à la commission électorale (en espagnol : Sindicatura Electoral) dont tous les membres ont démissionné pour éviter d'avoir à régler une amende quotidienne. Les chiffres définitifs indiquent que 43,03 % des inscrits ont participé au vote, le « Oui » remportant 90,18 % des suffrages exprimés. La transmission ouvre une période de deux jours pour que les députés se réunissent et proclament officiellement l'indépendance de l'État de Catalogne. Le lendemain du scrutin, Jordi Turull expliquait que dans 400 écoles la Garde civile et la Police nationale ont empêché la tenue du vote ou saisi les urnes, estimant que 700 000 inscrits n'ont pu prendre part au vote et que « si la situation avait été normale, le taux de participation aurait atteint 55 % ».
Lors d'une intervention devant le Parlement réuni le 10 octobre, il proclame que « avec les résultats du référendum, la Catalogne a gagné le droit d'être un État indépendant ». Peu après la fin de la séance, les députés indépendantistes signent une déclaration qui reconnaît « la République catalane comme État indépendant et souverain, fondé sur le droit, démocratique et social ». Bien que le texte n'y fasse pas référence, son application est suspendue en conséquence du discours de Puigdemont devant les parlementaires, « pour entreprendre un dialogue, arriver à une solution négociée pour avancer face aux demandes du peuple catalan ». La déclaration ne sera pas publiée au Journal officiel de la communauté autonome et n'a pas été formellement approuvée par un vote des députés, ce qui la laisse sans valeur ni effet juridiques aux termes de la loi de transition juridique, qui imposait une proclamation par le Parlement réuni en session. Pour l'historienne et politologue Virginie Tisserant, le discours du 10 octobre est un élément de communication politique qui vise à susciter l’intérêt et à pousser le gouvernement espagnol à endosser la responsabilité du conflit
Cette position est vertement condamnée par le gouvernement de l'État et divise fortement les partisans de l'indépendance. La CUP annonce qu'elle lui laisse « plus ou moins un mois » pour négocier avec Madrid mais que sa confiance envers lui est « écornée » car « on ne peut pas suspendre la volonté de deux millions de personnes », tandis que la ministre des Administrations territoriales, Soraya Sáenz de Santamaría, affirme que « personne ne peut tirer des conséquences d'une loi qui n'existe pas, d'un référendum qui n'a pas eu lieu, et de la volonté du peuple qu'il veut une fois de plus s'approprier »,.
Dans la journée, l'Union européenne rejette l'idée d'être médiatrice dans la crise qu'elle considère comme « une affaire intérieure ». Le président de la République française, Emmanuel Macron, parle d'un « coup de force » et affirme que « si nous intervenons, nous donnons raisons à ceux qui ne respectent pas les règles de droit » ; la porte-parole de la Maison-Blanche confirme les propos du président des États-Unis, Donald Trump, pour qui « ce serait idiot que la Catalogne ne reste pas en Espagne » ; le secrétaire des Affaires étrangères du Mexique, Luis Videgaray Caso, indique que son pays « ne reconnaîtra pas la Catalogne comme un État indépendant », et le ministre des Affaires étrangères de l'Italie, Angelino Alfano, juge « inacceptable » la déclaration d'indépendance.
Dès le lendemain matin, le conseil des ministres se réunit exceptionnellement et le président du gouvernement, Mariano Rajoy, annonce qu'il envoie à Puigdemont une « mise en demeure formelle » pour savoir si l'indépendance a été ou non déclarée, précisant qu'il s'agit d'une étape nécessaire « avant l'adoption par le gouvernement de toute mesure admise par l'article 155 de la Constitution », qui permet de forcer l'action des autorités autonomiques.

### Déclaration d'indépendance et destitution du gouvernement
Le 21 octobre 2017, Rajoy annonce qu'il recourt à l'article 155 de la Constitution pour revenir à la légalité espagnole et respecter le statut d'autonomie. Il demande au Sénat d’autoriser son gouvernement à procéder à la destitution du gouvernement de Catalogne et à convoquer de nouvelles élections régionales dans les six mois. Le 27 octobre 2017, le Sénat donne son autorisation. Le soir même, Puigdemont organise la première réunion du gouvernement de la République catalane autoproclamée et non internationalement reconnue au palais de la Généralité. Le décret relatif à sa destitution entre en vigueur le lendemain matin, 28 octobre, au moment de sa publication au Bulletin officiel de l’État (BOE).

## Après sa destitution

### Départ en Belgique
Le 28 octobre 2017, réagissant depuis Gérone, il appelle à « s'opposer démocratiquement » à la décision du gouvernement espagnol, dénonçant une « agression préméditée à la volonté des Catalans » à laquelle il faut « infatigable esprit civique et pacifique » et assurant de sa « volonté est de continuer à travailler pour remplir [son] mandat démocratique ». Le jour même, son avocat affirme que « deux légalités cohabitent en Catalogne ».
Le 30 octobre, d'après l'agence Efe, il se rend à Bruxelles via Marseille en compagnie de cinq anciens conseillers de la Généralité, Meritxell Borràs, Toni Comín, Joaquim Forn, Dolors Bassa et Meritxell Serret au lendemain de la polémique créée par Theo Francken, secrétaire d'État belge à l'Asile et aux Migrations, qui a proposé l'asile politique à Puigdemont. Par ailleurs, l'avocat Paul Bekaert, spécialisé dans les droits de l’homme et le droit d’asile, a confirmé à l’agence Belga avoir été consulté par Puigdemont qui l’a nommé conseiller juridique.
Alors qu'il est toujours en Belgique, la justice espagnole — par l'intermédiaire de la juge de l'Audience nationale Carmen Lamela — lance le 3 novembre à son encontre un mandat d'arrêt européen pour rébellion, sédition, détournement de fonds publics et désobéissance à l'autorité, tandis que huit ex-membres du gouvernement catalan sont placés en détention provisoire à Madrid pour les mêmes motifs.
Le 5 novembre suivant, Carles Puigdemont et les quatre anciens conseillers qui l'accompagnaient se rendent aux autorités judiciaires belges. Ils sont placés en garde à vue en attendant d'être auditionnés par un juge d'instruction qui aura 24 heures pour statuer entre trois possibilités : refuser la demande d'extradition européenne, garder les prévenus en détention provisoire jusqu'à une décision ultérieure ou les laisser en liberté sous conditions. Les cinq accusés sont finalement remis en liberté mais leurs passeports sont confisqués ; ils ont interdiction de quitter le territoire belge sans l’accord du juge d’instruction, doivent résider à une adresse fixe, et devront se présenter personnellement à tous les actes de procédure ou à toutes les convocations des autorités judiciaires et policières. La chambre du conseil du tribunal de première instance doit se prononcer sous 15 jours sur l'exécution du mandat d'arrêt. Le 17 novembre, le tribunal — qui a examiné le mandat — indique qu'il rendra sa décision après avoir entendu les plaidoiries de la défense le 14 décembre. Mariano Rajoy fait savoir qu'il respectera les décisions de la justice belge.
Le 5 décembre, le Tribunal suprême espagnol retire le mandat d'arrêt international visant Carles Puigdemont, mais maintient le mandat d'arrêt espagnol. Le 14 décembre prend fin la procédure d'extradition.

### Élections catalanes de 2017

#### Chef de file d'Ensemble pour la Catalogne
Pour les élections au Parlement de Catalogne, il accepte de postuler à la présidence de la Généralité avec le soutien du PDeCAT, mais forme une candidature plus large, baptisée Ensemble pour la Catalogne (Junts per Catalunya, JuntsxCat), en référence à l'ancienne coalition Ensemble pour le oui (Junts pel Sí, JxSí). Alors que les sondages enregistrent une remontée d'Ensemble pour la Catalogne dans les derniers jours de campagne, celui-ci déjoue les pronostics et remporte 34 députés sur 135, devenant la première force indépendantiste et la deuxième force politique catalane après Ciudadanos. Dans son ensemble, le bloc favorable à l'indépendance totalise 70 sièges après avoir remporté 47,7 % des suffrages exprimés.
Dans une allocution télévisée enregistrée depuis Bruxelles le 30 décembre 2017, Carles Puigdemont présente ses vœux aux Catalans pour l'année 2018 et « exige du gouvernement espagnol et de ceux qui le soutiennent qu'ils restaurent tous ceux qu'ils ont destitués sans l'autorisation des Catalans », prétendant s'exprimer en qualité de « président de la Généralité en exercice »,.

#### Tentative avortée de candidature à la présidence
Le 22 janvier 2018, le président du Parlement, Roger Torrent, propose sa candidature à la présidence de la Généralité, précisant qu'il est le seul nom qui lui a été proposé lors de ses consultations avec les groupes parlementaires.
Saisi par le gouvernement espagnol, le Tribunal constitutionnel indique le 27 janvier que Puigdemont peut se présenter à l'investiture du Parlement trois jours plus tard, à la condition qu'il soit présent physiquement et qu'il bénéficie d'une autorisation délivrée par le juge ; par précaution, les magistrats décident à l'unanimité que toute session d'investiture qui ne remplirait pas ces conditions serait suspendue,,. Alors que des proches de Puigdemont indiquent le lendemain qu'il a bien l'intention de demander cette autorisation judiciaire, son avocat fait savoir qu'il n'en est rien et qu'il se trouve « loin » de cette possibilité, arguant que son immunité parlementaire le protège de toute arrestation, excepté en cas de délit.
Puisqu'il n'est pas en mesure de se présenter le 30 janvier, Torrent annonce qu'il reporte la session d'investiture mais confirme que Puigdemont est bien candidat à la présidence de la Généralité. Le 9 février, JuntsXCat dépose une proposition de loi modifiant la loi relative à la présidence et au gouvernement afin d'autoriser une investiture et une gouvernance de la Catalogne « à distance ».
Le 1er mars 2018, Carles Puigdemont renonce à briguer la présidence de la Généralité et propose la candidature de Jordi Sànchez, inculpé pour délit de sédition et placé en détention préventive depuis le 16 octobre 2017.
Le 21 mars 2018, la candidature de Jordi Turull est proposée par le président du Parlement de Catalogne Roger Torrent. Le lendemain, il échoue à se faire élire au premier tour à la majorité absolue, en raison de l'abstention des quatre députés de la CUP. Cet échec ouvre une période de deux mois à l'issue de laquelle le Parlement sera dissous en cas d'absence d'investiture.
Après l'adoption de la modification de la loi de la présidence le 4 mai, ouvrant la voie à son élection au poste de président et à son investiture à distance, puis sa suspension le 9 mai par le Tribunal constitutionnel, Puigdemont propose la candidature de Quim Torra, député d'Ensemble pour la Catalogne et ancien président d'Òmnium Cultural, pour lui succéder à la présidence de la Généralité.

### Arrestation puis libération

#### Interpellation en Allemagne
Le 25 mars 2018, la police autoroutière du Land allemand de Schleswig-Holstein annonce qu'elle a placé Puigdemont en état d'arrestation. L'interpellation s'est produite à la hauteur du village de Schuby, dans le Schleswig-Holstein, à environ 35 kilomètres au sud de la frontière entre l'Allemagne et le Danemark. Présent la veille en Finlande, Puigdemont devait initialement rejoindre Bruxelles en avion, mais la réactivation du mandat d'arrêt européen par la justice espagnole l'a amené à effectuer le trajet en voiture. Sa présence a été signalée à la police du Land par les services de renseignement (CNI) et la police nationale espagnols, qui avaient placé en Belgique un émetteur sur la voiture venue le chercher en Finlande. Ils choississent de signaler sa présence et de demander son arrestation en Allemagne croyant pouvoir s'appuyer sur le code pénal allemand qui prévoit l'existence d'un délit de haute trahison dont la qualification juridique aurait pu, selon la presse espagnole, extrêmement proche du délit de rébellion pour lequel Carles Puigdemont est poursuivi, à l'inverse du droit pénal belge. Alors que le tribunal supérieur régional de Schleswig-Holstein décide de le maintenir en détention le 26 mars, le parquet de l'État régional se déclare une semaine plus tard favorable à son extradition.

#### Abandon du mandat d'arrêt européen
Le 5 avril, le même tribunal refuse de l'extrader pour rébellion — ce qui exclut un procès pour ce chef d'accusation en cas d'extradition — arguant de l'absence de violence ou de menace de violence que met en avant l'acte d'accusation du juge espagnol, n'écartant pas initialement l'éventualité de l'extrader pour détournement de fonds. Selon la justice allemande toutefois, le détournement de fonds implique la corruption, qui semble difficile à établir.
Albert Rivera, président de Ciudadanos, Xavier García Albiol, président du Parti populaire catalan, et le juge Pablo Llarena mettent en cause cette décision et la forme procédurale du mandat d'arrêt européen : le premier considère qu'il profite aux délinquants, le second qu'il n'est pas normal qu'un tribunal secondaire allemand puisse contester un acte d'un tribunal supérieur espagnol et le troisième envisage de contester la décision devant la Cour de justice de l'Union européenne,. La ministre fédérale allemande de la Justice, Katarina Barley, qualifie pour sa part la décision de ne pas retenir l'accusation de rébellion et de placer Puigdemont en liberté sous caution de « totalement correcte », précisant que les autorités espagnoles doivent démontrer l'effectivité du délit de détournement de fonds publics, ajoutant que dans le cas contraire, « Carles Puigdemont sera un homme libre dans un pays libre ». Selon le ministre des Finances Cristóbal Montoro aucun fonds public n'a été effectivement employé pour la mise en place du référendum, mais le simple fait d'ouvrir des écoles publiques serait constitutif du délit de détournement de fonds.
Le 1er juin 2018, le parquet allemand émet un nouvel avis favorable à la demande d'extradition formulée pour les motifs initialement invoqués par le parquet espagnol et demande au tribunal du Schleswig-Holstein de reconsidérer son refus précédent. Cette nouvelle demande rallonge de trente jours le délai imparti au tribunal pour rendre son arrêt.
Le 12 juillet 2018, le tribunal régional supérieur de Schleswig-Holstein annonce que l'extradition de Puigdemont pour malversation est recevable, rejetant par contre à l'unanimité et une nouvelle fois les motifs de rébellion, de sédition et de désordre public. La défense dispose de procédures d'appel pouvant aller jusqu'au Tribunal constitutionnel fédéral et en attendant, la justice allemande laisse Puigdemont libre sans autre condition que d'être localisable en Allemagne. Le juge Pablo Llarena, magistrat chargé du dossier au Tribunal suprême, indique qu'il pourrait renoncer à la demande d'extradition au seul motif de malversation et présenter un recours devant la Cour de justice de l'Union européenne.
Le 19 juillet, le juge Llarena annonce que, face au « manque d'implication » de la justice allemande, il renonce pour la seconde fois à la procédure d'extradition européenne et étend cela à tous les élus catalans exilés. Ils peuvent désormais se déplacer librement en Europe sans être inquiétés tant qu'ils ne se rendent pas en Espagne. Le camp souverainiste se félicite de cette décision tandis que le président de Ciudadanos, Albert Rivera, parle d'« inefficacité des mandats d'arrêt européens ».

#### Retour en Belgique

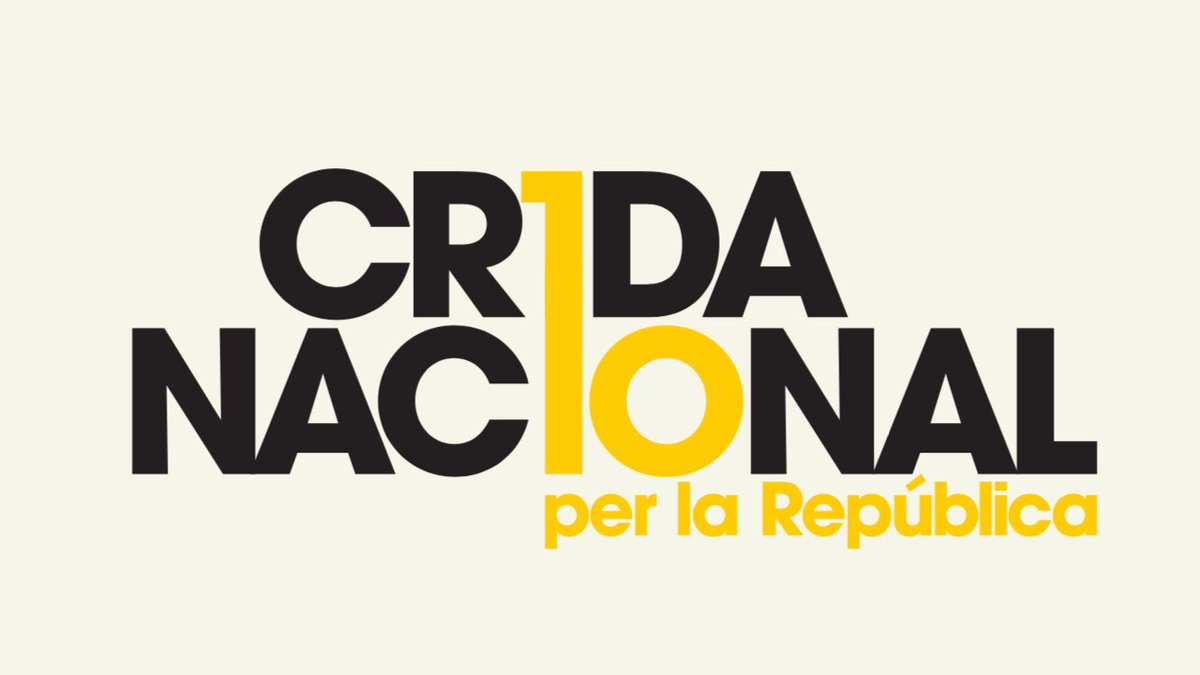
Le 27 octobre 2018, Puigdemont lance l'Appel national pour la République, un nouveau mouvement indépendantiste.

La presse évoque en août 2018 une potentielle candidature de Puigdemont aux élections européennes sur la liste du parti nationaliste et indépendantiste flamand Alliance néo-flamande (N-VA). Il apporte pourtant son soutien public le mois suivant aux habitants francophones des Fourons, une commune flamande à facilité linguistique.
Au cours de ce même mois de septembre, le magazine britannique Time le place sur sa liste des favoris pour l'obtention du prix Nobel de la paix, avec notamment Donald Trump, Kim Jong-un, Moon Jae-in, le pape François ou encore Raif Badawi.
Il relance le mouvement indépendantiste depuis son exil belge. Il fonde le 27 octobre 2018 l'Appel national pour la République, en forme courte Crida) avec le président de la Généralité, Quim Torra. Destiné à unir son camp, la Crida n'est pourtant soutenue que par le Parti démocrate européen catalan. La Gauche républicaine de Catalogne et la Candidature d'unité populaire ont effet rejeté l'idée de s'associer sous une même bannière contrôlée par Puigdemont. Trois jours plus tard, Torra présente à Barcelone le « Conseil pour la République », sorte de gouvernement parallèle sans statut institutionnel officiel, dirigé par le président déchu, qui se coordonnera avec l'exécutif catalan et dont l'objectif est de rechercher des soutiens hors d'Espagne et parvenir à l'indépendance de la Catalogne.
Le Tribunal suprême le met en examen le 29 février 2024 du chef de « terrorisme ». La plus haute juridiction espagnole le soupçonne d'avoir piloté à distance le mouvement Tsunami Democràtic qui avait organisé plusieurs manifestations dans le centre-ville et au niveau de l'aéroport de Barcelone après la condamnation en 2019 des dirigeants indépendantistes pour leur rôle dans l'organisation du référendum de 2017. En dépit du classement de cette affaire en raison d'une erreur de procédure en juillet 2024, il reste mis en examen pour détournement de fonds publics dans le cadre de l'organisation du référendum d'indépendance et mis en cause pour trahison, détournements de fonds publics et appartenance à une organisation criminelle dans le cadre de l'affaire Voloh, une supposée participation russe au processus indépendantiste.

## Député européen

### Candidature aux élections européennes de 2019
Alors qu'il avait annoncé son intention d'être candidat aux élections européennes de 2019 en Espagne en tête de liste de sa coalition Ensemble pour la Catalogne (JxCat), le Parti populaire et Ciudadanos saisissent la Commission électorale centrale (JEC). Celle-ci décide le 29 avril de bloquer sa candidature. L'autorité électorale espagnole considère en effet qu'être éligible requiert d'être électeur, ce qui suppose d'être inscrit sur le registre électoral, ce qui n'est pas son cas d'après elle. Elle ajoute qu'il ne s'agit pas ici d'un cas d'inéligibilité mais d'un défaut de jouissance du droit de suffrage actif. La décision est acquise à l'issue d'une discussion intense et tendue par sept voix pour et quatre contre, dont celles du président et du vice-président de la commission qui estiment que le droit à être élu prime sur toute autre considération.
Tandis que l'un des avocats de Puigdemont, Jaume Alonso-Cuevillas, annonce qu'il intentera un recours contre cette décision, JxCat annonce qu'elle remplace provisoirement l'ancien président de la Généralité par un autre de ses conseils juridiques, Gonzalo Boye. Ce dernier dénonce que la JEC n'a d'ailleurs laissé que « 48 minutes et non 48 heures, comme le prévoit la loi » à JxCat pour présenter des candidats de substitution. Le 3 mai, le ministère public provincial de Madrid appuie la requête d'Alonso-Cuevillas devant le juge du contentieux administratif, estimant que le choix de la JEC va à l'encontre de la Constitution, de la jurisprudence du Tribunal constitutionnel et souffre d'un défaut de base légale.
Le 6 mai, un tribunal du contentieux administratif de Madrid annule la décision de la JEC, en accord avec le verdict émis la veille par le Tribunal suprême qui estimait — bien qu'il se soit déclaré incompétent — qu'il n'existait aucune cause d'inéligibilité. Alors que le Parti populaire indique son intention d'interjeter un recours devant le Tribunal constitutionnel, considérant que la candidature d'un justiciable en fuite constitue une violation de la loi, Puigdemont annonce son intention d'attaquer la JEC pour prévarication,.

### Exercice du mandat

#### Prise de fonction reportée
Lors des élections du 26 mai 2019, il est élu député européen avec Toni Comín et Oriol Junqueras. Quelques jours après, il se voit refuser l'entrée au Parlement européen. Devant le Parlement, il se plaint alors de discrimination car d'autres Espagnols élus au cours du même scrutin ont reçu leur accréditation, et montre celle de José Ramón Bauzá, élu de Ciudadanos. Le Parlement européen étend alors cette interdiction à tous les élus espagnols jusqu'à ce que l'Espagne envoie une liste officielle. L'Espagne, de son côté, considère que pour être élu, il doit prêter serment de respect de la Constitution, ce que son avocat Gonzalo Boye conteste considérant que le scrutin est européen et soumis à la loi européenne. L'Espagne serait obligée de publier le résultat officiel qui ferait de son client un eurodéputé sinon, il pourrait se rendre en Espagne, être arrêté comme Oriol Junqueras, mais alors être en condition de prendre possession de l'acte d’eurodéputé qui implique une immunité. Dans tous les cas, plusieurs vice-présidents du Parlement européen (dont Sylvie Guillaume) demandent des explications à Antonio Tajani, affirmant ne pas avoir été consultés sur cette décision qu'ils attribuent à ce dernier.
Le 19 décembre 2019, la Cour de justice de l'Union européenne (CJUE) reconnaît à Junqueras le statut de député européen depuis la proclamation de son élection, en juin précédent. Le président du Parlement David Sassoli considère que cette décision s'applique également à Puigdemont et lève l'interdiction faite aux services administratifs de le laisser accéder à l'enceinte parlementaire. Il se rend dès le lendemain à Bruxelles avec Toni Comín, également concerné, où il reçoit une accréditation provisoire lui permettant d'accomplir les formalités administratives en vue de la prise de possession de son mandat. La justice belge annonce le 2 janvier 2020 qu'elle suspend l'exécution du mandat d'arrêt européen émis à l'encontre de Puigdemont le 14 octobre 2019 par la justice espagnole à la suite de la condamnation des dirigeants indépendantistes par le Tribunal suprême, le considérant couvert par l'immunité parlementaire.
Empêché par la justice espagnole de siéger au Parlement européen, il prend ses fonctions le 8 janvier 2020, soit six mois après le début de la 9e législature. Dans la foulée, le Parlement européen lance l'examen de la demande de levée de son immunité parlementaire faite par les autorités espagnoles.
Désirant organiser son grand retour médiatique, mais ne souhaitant pas retourner en Espagne où il est convaincu que son immunité parlementaire n'est pas garantie, il organise symboliquement un meeting géant en Catalogne nord, à Perpignan (France), le 29 février 2020. Entre 110 000  et   150 000 personnes, majoritairement venues de l'autre côté de la frontière, y sont rassemblées,, un tel afflux de population pour une manifestation dans cette ville n'ayant pas été vu depuis la révolte des vignerons de 1907, et alors que les frontières ne sont pas encore fermées pour lutter contre la pandémie de Covid-19. Présent à la manifestation, le président de la généralité de Catalogne, Quim Torra, annonce le 16 mars avoir les « symptômes » de la Covid-19.
Il appelle à voter contre le candidat d’extrême droite Louis Aliot (RN) aux élections municipales françaises de 2020 dans la ville catalane de Perpignan, et soutient le maire sortant Jean-Marc Pujol contre « un des mouvements les plus populistes d’Europe », afin que « Perpignan reste une référence commune de liberté et de démocratie ». Le candidat RN l’emporte néanmoins.

#### Fondation de Junts
En août 2020, avec d’autres dirigeants de son parti, il rompt avec le PDeCAT sur fond de divergences stratégiques, celui-ci lui reprochant sa stratégie de confrontation avec le gouvernement espagnol et son inclinaison à gauche dans une formation historique de centre droit.

#### Levée de son immunité parlementaire et courte détention en Italie
Le Parlement européen vote la levée de son immunité parlementaire par 400 voix contre 248 et 45 abstentions le 9 mars 2021. Carles Puigdemont conserve son mandat, mais ce résultat rend possible la reprise de l'étude par les tribunaux belges de la demande d'extradition formulée par la justice espagnole. Il déclare qu'il s'agit « d'une triste journée pour le Parlement européen [et] pour la démocratie européenne » et estime que « c'est un clair cas de persécution politique ». L'assemblée se prononce dans le même sens au sujet de ses collègues indépendantistes Clara Ponsati et Toni Comín. Cette décision, suspendue le 2 juin par la CJUE, en attendant de se prononcer sur le fond du recours déposés par Carles Puigdemont, est confirmée le 30 juillet suivant, les juges estimant très faible le risque qu'il soit détenu — le tribunal considérant le mandat d'arrêt européen comme suspendu en raison d'une question préjudicielle posée par le juge Pablo Llarena — et confirmant qu'il bénéficie toujours d'une protection pour se rendre aux séances plénières et en commission.

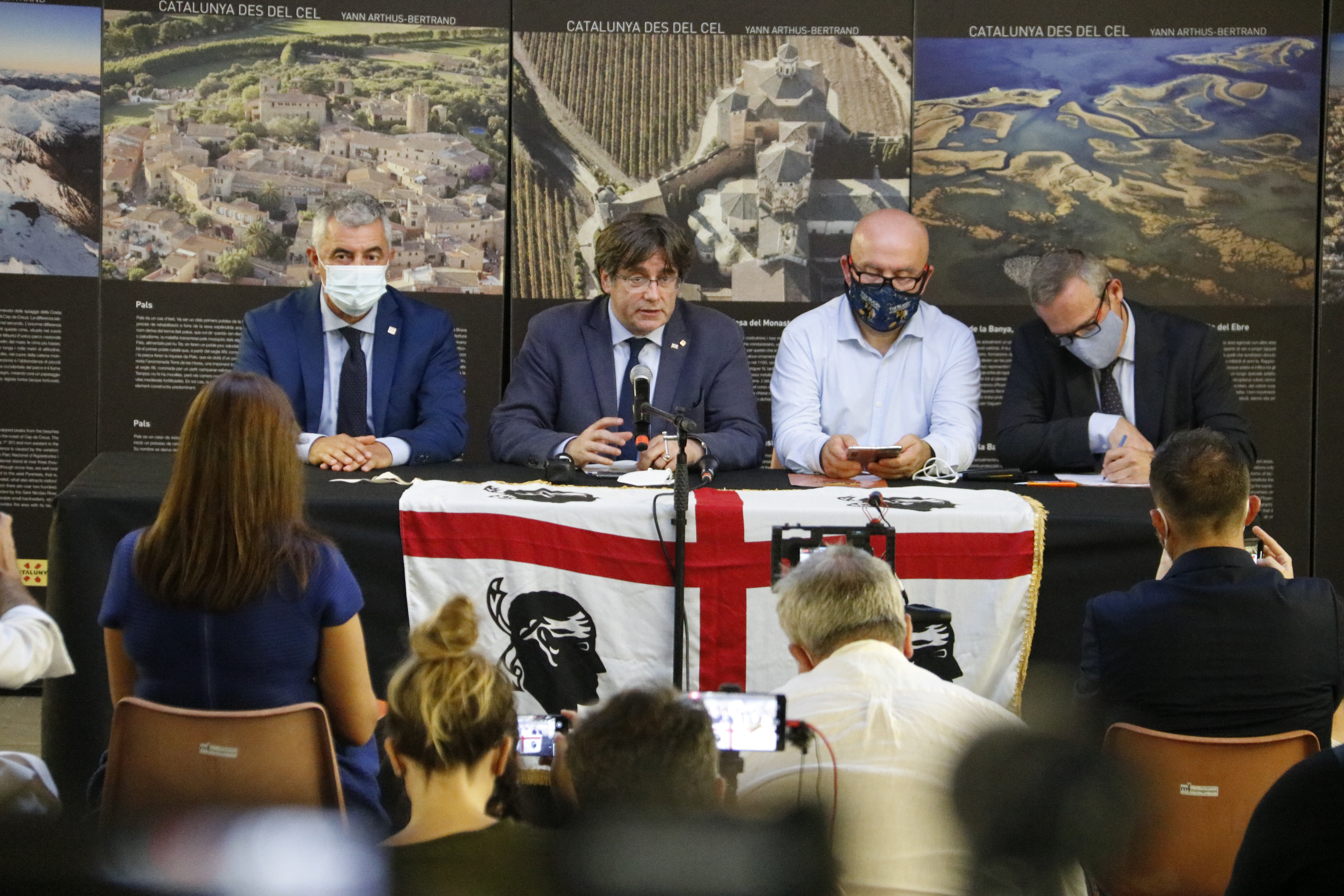
Carles Puigdemont et Gonzalo Boye en conférence de presse à Alghero.

Le 23 septembre 2021, la police italienne avise la police espagnole de la présence de Carles Puigdemont sur un vol à destination de l'aéroport d'Alghero-Fertilia, en Sardaigne. Les policiers espagnols indiquent alors à leurs collègues italiens que le mandat d'arrêt européen est toujours en vigueur et qu'ils peuvent procéder à l'interpellation du député européen. Celui-ci est ensuite arrêté à sa descente d'avion,, alors qu'il se rendait à Alghero, ville catalanophone d'Italie. À l'inverse des neuf dirigeants indépendantistes précédemment incarcérés en Espagne, il n'a pas bénéficié de la mesure de grâce prise au cours de l'année par le gouvernement de Pedro Sánchez, qui avait indiqué son souhait de voir Carles Puigdemont jugé par la justice espagnole.
Il est remis en liberté dès le lendemain par la justice italienne, sans aucune forme de contrainte, dans la mesure où son maintien en détention irait à l'encontre de l'immunité dont il jouit toujours pour se rendre aux réunions du Parlement, et il se voit convoqué devant la cour d'appel de Sassari le 4 octobre suivant. Son avocat Gonzalo Boye explique que la justice européenne avait refusé de maintenir son immunité dans la mesure où les autorités espagnoles avaient affirmé que le mandat d'arrêt européen se trouvait suspendu, et qu'en conséquence de ces derniers développements, il compte déposer un référé devant le tribunal de l'Union européenne en vue d'obtenir le rétablissement l'immunité complète de Carles Puigdemont. Pablo Llarena avait le même jour informé la cour d'appel de Sassari que le mandat d'arrêt européen n'a jamais été désactivé par la justice espagnole, et que celui-ci reste en vigueur dans l'esprit du Tribunal suprême, en dépit des considérants du tribunal de l'Union européenne concernant la suspension de l'immunité de Carles Puigdemont.
Le 5 juillet 2023, le tribunal de l'Union européenne rejette le recours déposé en 2021 contre la levée de l'immunité parlementaire de Carles Puigdemont et ses collègues Clara Ponsatí et Toni Comín, rejetant notamment l'argument que le Parlement européen n'aurait pas agi de manière impartiale et qu'il ne lui appartient pas de s'assurer que les décisions de la justice espagnole sont conformes au droit. L'ancien président de la Généralité annonce le dépôt d'un recours en appel et qu'il demandera de conserver son immunité en attendant la résolution de son appel.

## Candidat aux élections régionales de 2024
Le 21 mars 2024, Carles Puigdemont annonce sa candidature aux élections régionales du 12 mai en Catalogne. Il signe cinq jours plus tard l'« accord du Vernet » avec sept formations politiques, dont les Démocrates de Catalogne, le Mouvement des gauches et Reagrupament, afin de constituer une candidature élargie se rapprochant de son idée de « liste unitaire » des indépendantistes catalans préalablement rejetée par la Gauche républicaine de Catalogne. Toujours dans cette stratégie de dépassement de sa base électorale, Ensemble pour la Catalogne indique le lendemain que sa candidature pour les élections portera le nom de « Junts+ Puigdemont per Catalunya » (en français : « Ensemble + Puigdemont pour la Catalogne »). Au cours de la campagne, Carles Puigdemont déclare qu'il a l'intention d'assister au débat d'investiture du prochain président de la Généralité au Parlement, mais que s'il n'est pas le candidat proposé, il se retirera ensuite de la « politique active ».
Au cours du scrutin, les partis indépendantistes perdent la majorité absolue qu'ils avaient conquise en 2012. Considérant que le mouvement indépendantiste dispose d'une majorité relative en tant que première force politique, il revendique d'accéder de nouveau à la présidence de la communauté autonome,. Il prend ses fonctions de député catalan le 10 juin suivant, à distance comme l'y autorise le fonctionnement de l'assemblée parlementaire catalane.

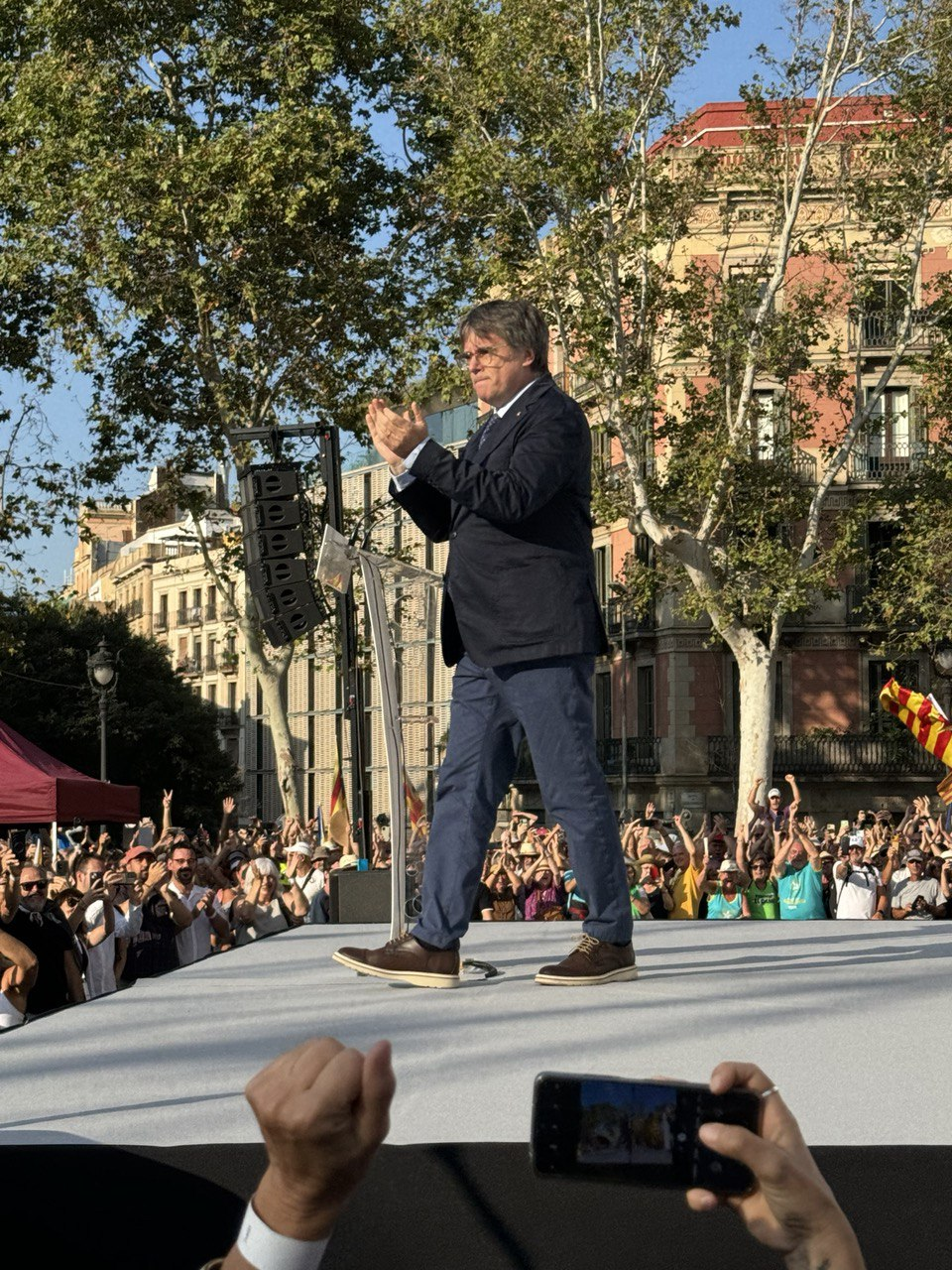
Carles Puigdemont prononce un discours devant l'arc de triomphe de Barcelone le 8 août 2024 puis regagne la Belgique.

Il indique le 7 août « avoir pris le chemin du retour » afin d'assister à la séance d'investiture du socialiste Salvador Illa pour la présidence de la Généralité au Parlement de Catalogne, convoquée le lendemain. Le juge d'instruction du dossier relatif à l'organisation du référendum d'indépendance de 2017 ayant refusé qu'il bénéficie de la loi d'amnistie votée en 2024, il reste sous le coup d'un mandat d'arrêt et risque donc d'être interpellé par les Mossos d'Esquadra lors de sa tentative d'accéder au palais du Parlement. Au matin du 8 août, il prononce un bref discours devant environ 3 500 personnes réunies devant l'arc de triomphe de Barcelone puis quitte la zone et disparaît sans que la police catalane ne parvienne à l'interpeller en dépit du bouclage de la ville et de contrôles policiers à la frontière hispano-française au niveau de La Jonquera. Contrairement à l'engagement qu'il avait pris, Carles Puigdemont ne participe donc pas à la séance d'investiture et n'y exprime aucun vote, n'ayant donné procuration à aucun de ses collègues.
Alors qu'il parvient à regagner Waterloo, plusieurs policiers catalans soupçonnés de l'avoir aidé à fuir sont arrêtés dans les jours qui suivent,.
Le 23 octobre 2024, il annonce officiellement sa candidature à la présidence de Junts dans le cadre du congrès prévu quatre jours plus tard et qui faisait l'objet de rumeurs et de discussions privées entre les cadres dirigeants du parti depuis plusieurs semaines. Il présente sa liste pour la commission exécutive le 26 octobre, premier jour du conclave, dans laquelle il confirme Jordi Turull comme secrétaire général, renouvelle trois vice-présidents sur quatre, le secrétariat à l'Organisation et dix membres, confiant les principales fonctions de direction à des anciens de la Convergence démocratique de Catalogne. La liste est ratifiée le lendemain par 90,18 % des suffrages exprimés lors d'un vote des militants.

## Détail des mandats et fonctions
- Député européen (2019-2024 ; peut siéger à partir de 2020).
- Député au Parlement de Catalogne (2006-2020 et depuis 2024) :
  - élu dans la circonscription de Gérone de 2006 à 2017 ;
  - élu dans la circonscription de Barcelone de 2017 à 2020 et depuis 2024.
- Président de la généralité de Catalogne (2016-2017).
- Maire de Gérone (2011-2016).
- Conseiller municipal de Gérone (2007-2016).

## Publications
- (ca) Cata... què? : Catalunya vista per la premsa internacional, Edicions La Campana, avril 1994, 192 p. (ISBN 978-848649188-8).
- (ca) « L'hora d'El Patit », Revista de Girona, no 203,‎ novembre-décembre 2000, p. 8-9 (lire en ligne [PDF], consulté le 15 janvier 2016).
- (fr) La crise catalane, une opportunité pour l'Europe : Conversations avec Olivier Mouton, éditions Racine, septembre 2018, 192 p.  (ISBN 978-9401453875).